# Xestoiulus imbecillus
Xestoiulus imbecillus är en mångfotingart som först beskrevs av Robert Latzel 1884.  Xestoiulus imbecillus ingår i släktet Xestoiulus och familjen kejsardubbelfotingar. Inga underarter finns listade i Catalogue of Life.